# Vlkov pod Oškobrhem
Vlkov pod Oškobrhem je obec v okrese Nymburk ve Středočeském kraji. Leží asi osm kilometrů východně od města Poděbrady. Žije v ní 96 obyvatel.

## Historie
První písemná zmínka o obci pochází z roku 1353.
Roku 1950 byla tato obec, ležící poblíž Poděbrad, z dosavadního názvu Vlkov přejmenována na Vlkov pod Oškobrhem pro rozlišení od další obce Vlkov, ležící ležící poblíž Městce Králové, rovněž v tehdejším okrese Poděbrady, která byla přejmenována na Vlkov nad Lesy.

## Obyvatelstvo
| Rok            | 1869 | 1880 | 1890 | 1900 | 1910 | 1921 | 1930 | 1950 | 1961 | 1970 | 1980 | 1991 | 2001 | 2011 | 2021 |
| -------------- | ---- | ---- | ---- | ---- | ---- | ---- | ---- | ---- | ---- | ---- | ---- | ---- | ---- | ---- | ---- |
| Počet obyvatel | 288  | 279  | 260  | 281  | 267  | 238  | 217  | 175  | 173  | 160  | 124  | 85   | 84   | 104  | 96   |
| Počet domů     | 38   | 45   | 43   | 48   | 51   | 52   | 56   | 60   | 59   | 55   | 47   | 57   | 60   | 60   | 63   |

## Obecní správa

### Územněsprávní začlenění
Dějiny územněsprávního začleňování zahrnují období od roku 1850 do současnosti. V chronologickém přehledu je uvedena územně administrativní příslušnost obce v roce, kdy ke změně došlo:
- 1850 země česká, kraj Jičín, politický okres Poděbrady, soudní okres Městec Králové[7]
- 1855 země česká, kraj Jičín, soudní okres Městec Králové
- 1868 země česká, politický okres Poděbrady, soudní okres Městec Králové
- 1939 země česká, Oberlandrat Kolín, politický okres Poděbrady, soudní okres Městec Králové[8]
- 1942 země česká, Oberlandrat Hradec Králové, politický okres Nymburk, soudní okres Městec Králové[9]
- 1945 země česká, správní okres Poděbrady, soudní okres Městec Králové[10]
- 1949 Pražský kraj, okres Poděbrady[11]
- 1960 Středočeský kraj, okres Nymburk
- 2003 Středočeský kraj, okres Nymburk, obec s rozšířenou působností Poděbrady

## Doprava
Dopravní síť
- Pozemní komunikace – Obcí prochází silnice II/611 Praha – Sadská – Poděbrady – Chlumec nad Cidlinou – Hradec Králové.
- Železnice – Železniční trať ani stanice na území obce nejsou. Nejbližší železniční stanicí jsou Libice nad Cidlinou ve vzdálenosti tři kilometry ležící na trati 231 mezi Kolínem a Nymburkem.

Veřejná doprava 2011
- Autobusová doprava – V obci měla zastávku autobusová linka Městec Králové-Poděbrady (v pracovních dny 13 spojů, o víkendu 5 spojů) (dopravce Okresní autobusová doprava Kolín).